# Rodovia dos Imigrantes

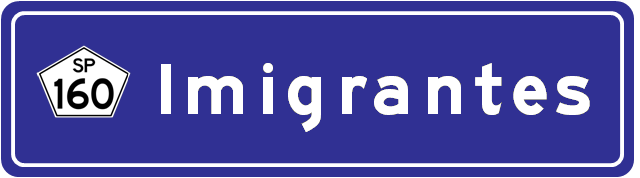
Straßenschild der Rodovia dos Imigrantes

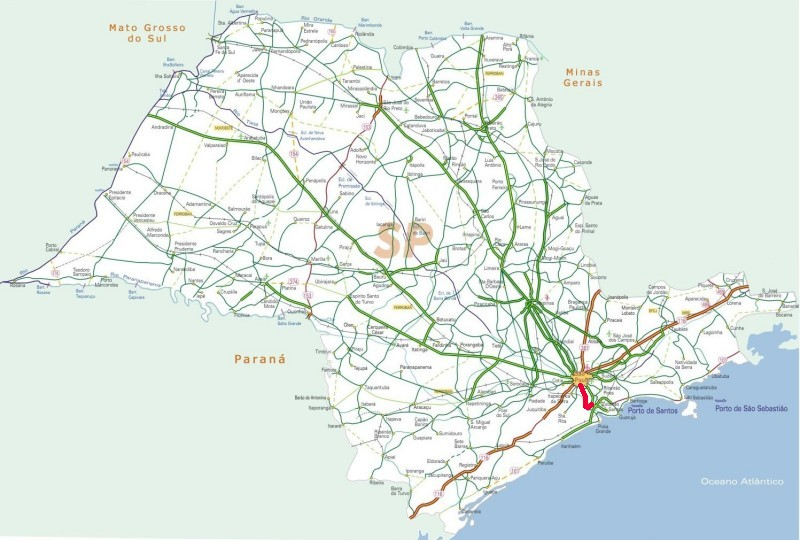
Straßenkarte des Bundesstaates São Paulo. Die Rodovia dos Imigrantes ist rot markiert

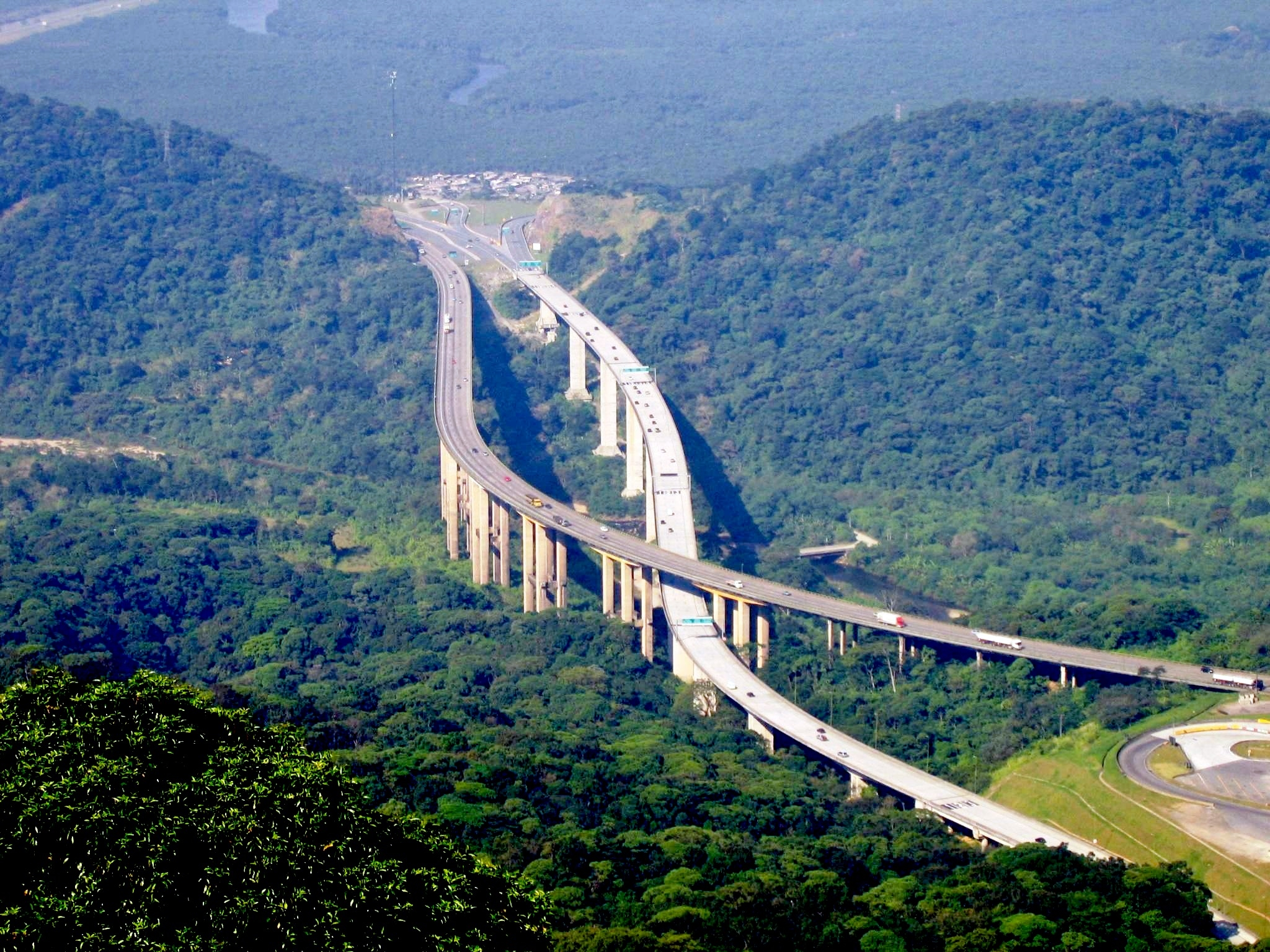
Blick auf die Rodovia dos Imigrantes

Die Rodovia dos Imigrantes, zu Deutsch Autobahn der Einwanderer, offizielle Straßennummerierung SP-160, ist eine bemautete Autobahn im brasilianischen Bundesstaat São Paulo. Die Autobahn ist 72 Kilometer lang und führt von der Hauptstadt São Paulo zur Küstenstadt Praia Grande. Die Autobahn umfasst 44 Viadukte, sieben Brücken und 17 Tunnel, sie besitzt drei Spuren in jeweils beide Richtungen. Sie ist die wichtigste Verbindung zwischen São Paulo und der Atlantikküste und gilt als eine der meistbefahrenen Autobahnen Brasiliens.
Die Rodovia dos Imigrantes ist Teil eines Autobahnnetzes namens „Sistema Anchieta-Imigrantes“, zu dem neben dieser auch noch die Rodovia Anchieta, Rodovia Padre Manoel da Nóbrega und Rodovia Cônego Domênico Rangoni gehören. Das „Autobahnsystem“ wird vom privaten Betreiber EcoRodovias unterhalten.

## Geschichte
Der Grundstein für die Autobahn wurde am 23. Januar 1974 gelegt und zwei Jahre später der erste, nördliche Teil der Strecke eröffnet. Grund für den Bau war vor allem die Überlastung der parallel laufenden Rodovia Anchieta. Zu damaliger Zeit galt das Bauwerk aufgrund der 11 Tunnel und zahlreichen Viadukte zur Überquerung der Serra do Mar als ingenieurstechnische Meisterleistung. Ursprünglich sollte die erste eröffnete Strecke nur den Verkehr in Richtung Norden aufnehmen, parallel sollte eine zweite Strecke für den Verkehr in Richtung Süden entstehen. Dazu kam es jedoch nicht.
Am 27. Mai 1998 erhielt das private Unternehmen Ecovias die Konzession für den Betrieb und Erhalt der Autobahn für einen Zeitraum von 20 Jahren. Als Teil der Vergabebedingungen war auch der Weiterbau in Richtung Süden (nach Praia Grande) festgeschrieben. Diese Strecke ging am 17. Dezember 2002 in Betrieb. Der südliche Teil besitzt weniger Tunnel als der nördliche; zwei der vier gehören mit 3146 Metern bzw. 3009 Metern jedoch zu den längsten Autobahntunnel in Brasilien.
Am 15. September 2011, gegen 13:00 Uhr UTC−3, verursachte besonders starker Nebel eine Massenkarambolage über zwei Kilometer mit 103 Fahrzeugen, 29 Verletzten und einem Toten. Die Bergung aller Beteiligten dauert gut 24 Stunden. Der Unfall gehörte zu den schlimmsten in der Geschichte des Bundesstaates São Paulo.

## Betrieb
Die Autobahn ist seit ihrer Eröffnung bemautet. Zahlreiche Nutzer der Autobahn beklagen sich, dass die Erhöhung der Mautgebühren selbst inflationsbereinigt unverhältnismäßig hoch seien. Derzeit sind die Mautgebühren der Rodovia dos Imigrantes mit 21,20 Reais für Hin- und Rückfahrt eines Pkw höchsten im Bundesstaat São Paulo. Für die Erhebung der Maut gibt es vier feste Mautstellen: in Piratininga, Batistini, Eldorado und Diadema.
Die Autobahn ist so ausgebaut, dass sie zu bestimmten Anlässen in jeweils nur eine Richtung befahrbar ist. Der Betreiber Ecovias ermöglicht dies besonders zu Beginn bzw. Ende langer Wochenenden und der Schulferien.